# 김의신 (축구 선수)
김의신(한국 한자: 金義信, 1992년 11월 26일 ~ )은 대한민국의 전 축구 선수이며, 포지션은 미드필더였다.